# Sept-Vents
Sept-Vents è un ex comune francese di 419 abitanti situato nel dipartimento del Calvados nella regione della Normandia. Dal 1º gennaio 2017 è stato accorpato con i comuni di Dampierre, La Lande-sur-Drôme e Saint-Jean-des-Essartiers per formare il comune di Val de Drôme, del quale costituisce comune delegato.  

## Società

### Evoluzione demografica
Abitanti censiti